# ICH (기업)
주식회사 ICH는 대한민국의 IT 기기 소재 부품 기업이다.

### 내용주
1. ↑  주관사를 삼성증권으로 공모가 34,000원에 코스닥 시장에 상장